# Сомалийски пчелояд
Сомалийският пчелояд (Merops revoilii) е вид птица от семейство Пчелоядови (Meropidae).

## Разпространение
Видът е разпространен в Етиопия, Кения, Сомалия и Танзания.